# 사비에르 첸
사비에르 첸(프랑스어: Xavier Chen, 1983년 10월 5일 ~ ) 또는 천창위안(중국어: 陳昌源)은 벨기에 출생 대만의 전직 축구 선수로 과거 포지션은 수비수였으며 아버지는 대만인, 어머니는 프랑스인이다.

## 선수 경력

### 클럽
2005년부터 2007년까지 KV 코르트레이크에서 활동한 뒤 2007년 KV 메헬렌으로 이적하여 2013년까지 팀의 주축 수비수로 활약하며 2008-09 벨기에 컵 준우승, 2009-10 벨기에 컵 4강 진출 등에 이바지했다.
그 후 2013년 중국 슈퍼리그의 베이징 런허로 이적하여 2015년까지 몸 담으며 2013년 중국 FA컵 우승, 2014년 중국 FA 슈퍼컵 우승, 2014년 AFC 챔피언스리그 본선 진출 등에 공헌했다.
이후 2016-17 시즌을 앞두고 친정팀인 KV 메헬렌으로 복귀하였다가 2016-17 시즌을 끝으로 메헬렌과 결별한 뒤 12년간의 현역 생활을 마감했다.

### 국가대표팀
2001년부터 2002년까지 벨기에 U-19 대표팀에서 11경기를 소화했고 이후 2011년 대만으로 귀화한 뒤 그 해 7월 3일 대만 A대표팀 소속으로 말레이시아와의 2014년 FIFA 월드컵 아시아 지역 1차 예선 2차전 홈 경기에서 국제 A매치 데뷔전을 치르자마자 A매치 데뷔골을 터뜨리며 팀의 3-2 승리에 일조했으며 팀은 말레이시아와 1·2차전 합계 4-4로 비겼음에도 불구하고 원정 다득점 원칙에서 밀려나면서 탈락의 고배를 마셨다.
이후 2015년 10월 9일 마카오와의 친선 경기에서 1골을 기록하며 팀의 5-1 대승에 일조했고 2017년 6월 10일 싱가포르와의 2019년 AFC 아시안컵 3차 예선 E조 조별리그 2차전에서도 선제골을 터뜨려 팀의 2-1 승리를 안겼다.

## 수상
KV 메헬렌
- 벨기에 컵 : 준우승 (2008-09), 4강 (2009-10)

 베이징 런허
- 중국 FA컵 : 우승 (2013)
- 중국 FA 슈퍼컵 : 우승 (2014)